# Kin’ichi Nakanoshima
Nakanoshima Kin’ichi (中能島 欣一); 16 décembre 1904 - 19 mars 1984) est un compositeur japonais.

## Biographie
Il a été professeur à l'université des beaux-arts de Tokyo et membre de la National Academy of Art. Il est surtout connu comme virtuose du koto, du sankyoku et du shakuhachi. Il commence à composer dans les années 1930, et créé un grand nombre d'œuvres pour ces instruments. Il a été honoré avec deux fois par le ministère japonais de l'art et désigné bunka kōrōsha, personne de mérite culturel, en 1983

## Sources
- Notices d'autorité :   - VIAF
  - ISNI
  - BnF (données)
  - LCCN
  - Japon
  - CiNii
  - Israël
  - Corée du Sud
  - WorldCat